# Gruiu (gmina Nucșoara)
Gruiu – wieś w Rumunii, w okręgu Ardżesz, w gminie Nucșoara. W 2011 roku liczyła 108 mieszkańców.